# Fave
Pour les articles homonymes, voir Fave (homonymie).
La Fave est une rivière française du Grand Est qui coule dans le département des Vosges. C'est un affluent droit de la Meurthe, donc un sous-affluent de la Moselle, puis du Rhin.

## Géographie
La Fave naît à Lubine au pied du Climont (965 m) dans le massif des Vosges et rejoint la Meurthe à Sainte-Marguerite après un parcours de 22 km. Elle arrose notamment les prairies des communes de Colroy, Provenchères-sur-Fave, Beulay, Frapelle, Neuvillers et passe à proximité du hameau de Vanifosse sur la commune de Pair-et-Grandrupt avant Remomeix. Ses principaux affluents sont le ruisseau Sainte-Catherine issu de La Grande-Fosse, le Bleu issu de Lusse et la Mort(h)e venant de Ban-de-Laveline, cette dernière gonflée des eaux du Blanc Rû.
La Fave n'est, aux yeux profanes, qu'une modeste rivière vosgienne, affluent en rive droite de la Meurthe. Son cours de plus de 22 kilomètres, entièrement sur l’arrondissement de Saint-Dié, passe successivement sur les communes de Lubine, Colroy-la-Grande, Provenchères, Beulay, Frapelle, Combrimont, Neuvillers-sur-Fave, Pair-et-Grandrupt, Remomeix, Nayemont-les-Fosses et Sainte-Marguerite. Née sur les flancs du Climont, d’après les critères modernes de débit hydraulique maximal, elle donne son nom déjà en aval de Colroy et surtout de Provenchères, à une assez vaste vallée, autrefois renommées par l’extension de ses prairies humides, fournissant d'abondants fourrages herbeux. Elle se jette dans la Meurthe en aval des Basses-Fosses rive droite (Nayemont), au sud-ouest du Pré Navez (Sainte-Marguerite) et en amont du hameau de Gratin (Saint-Dié).
On retrouve le nom de la rivière dans la dénomination de deux communautés de communes qu'il convient de distinguer, celle de la Fave et celle de la Fave et de la Meurthe.
La Fave est domainiale depuis la Meurthe jusqu'à la limite des communes de Colroy la Grande et Lubine. Au-delà, en amont, elle est privée.

## Histoire, hydronymie et toponymie

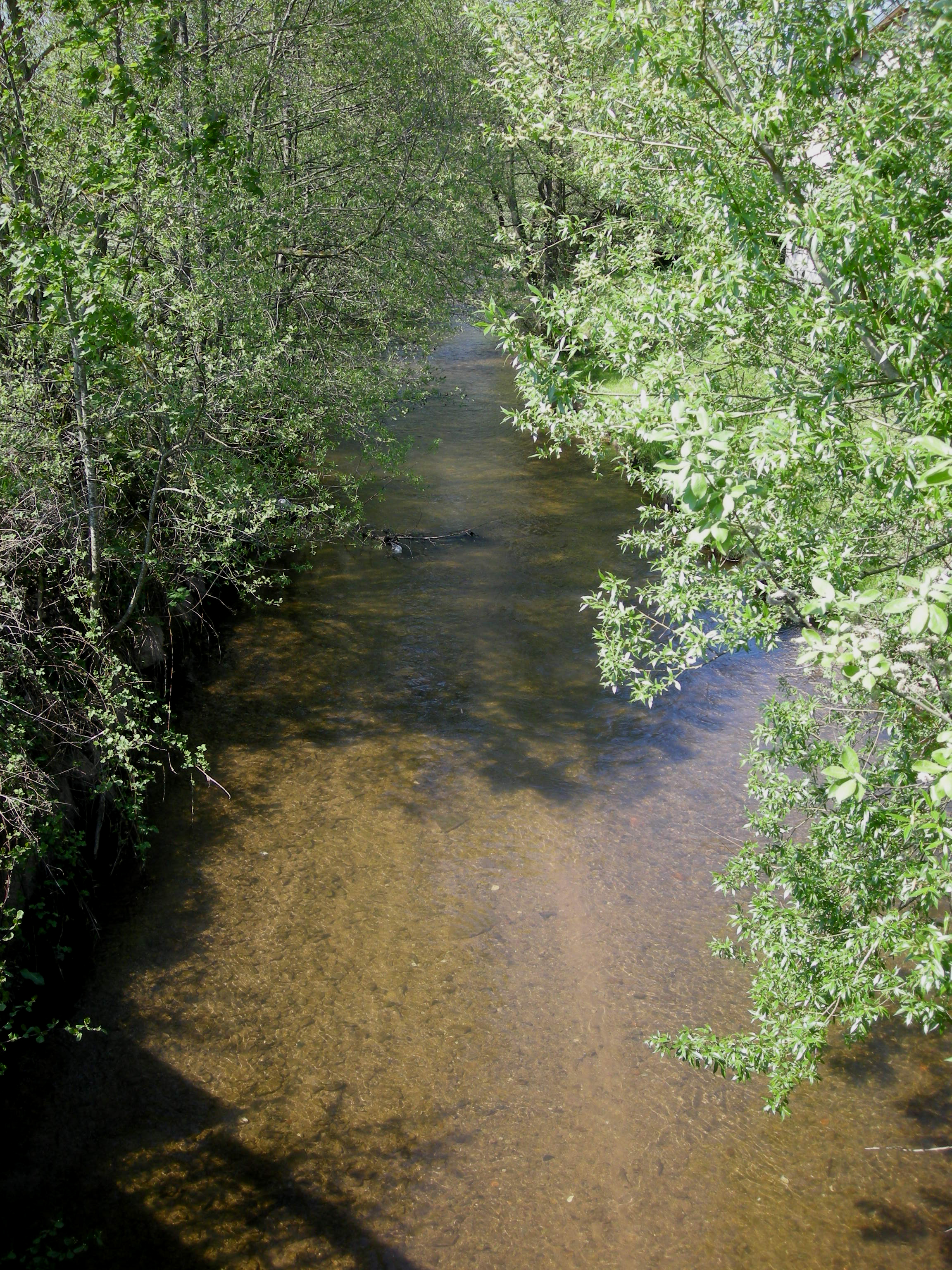
La Fave à Frapelle

La rivière a partagé son nom avec le village de Fave, qui s'épanouit au milieu de la vallée bien avant le XIIe siècle. Transformé en hameau après le XIVe siècle, il n'a laissé que des ruines au-delà de la guerre de Trente Ans. 
La rivière en aval de Colroy a été autrefois très intensément aménagée, ainsi que sa basse vallée. Une partie de ces eaux était dérivée à partir de barrages pour alimenter des biefs d'installations hydrauliques ou des mères-royes qui désignent localement des amenées principales d'eaux afin de permettre l'irrigation des prairies humides. Des aménagements plus ténus et très variables permettaient le flottage, notamment à bûches perdues et parfois de troncs ou de petits trains de planches.
D'après quelques anciens conteurs montagnards, le lieu de naissance de la Fave était vénéré à Fouillepré en amont de Lubine. D'après ce modèle culturel, tous les modestes affluents en amont de Lubine, qu'ils viennent du Climont, des Osières, de la Jambe de fer ou d'autres versants ou vallons, sont dénommés petites Faves. Leur réunion engendrerait la Fave. 
Or le nom originaire du cours d'eau n'indique nullement l'eau qui creuse ou fouille en ancien français. Cette dernière signification est semblable au celtique Murta, signifiant une creuse, un ravin, une fosse, bref le produit de l'action de creuser, raviner, rigoler, à l'origine de la Meurthe, de la Morte qui rejoint la Fave dans les chenaux de la prairie basse entre Neuvillers et Vanifosse, ou encore dans une autre vallée, la Mortagne, qui conflue avec la Meurthe plus en aval.

### Anciennes dénominations de la Fave
Il faut rechercher ses anciennes dénominations. Elle apparaît pour les premières fois dans les archives au XIIIe siècle : « riviere de Fave » en 1284, « riviere de Fauve » en 1285. On retrouve plus tard son nom : « sur Fawe » en 1349, « la rivière de Falves » en 1458, « la rivière de Faves en 1472 » en 1472, « la rivière qu’on dit le Fave » en 1492. On retrouve même une forme curieuse, influencée par la prononciation dialectale, caractérisée par un u, « Faue » en 1661.
La première appellation atteste que la rivière et la vallée ont pris son nom d’un village disparu, autrefois important, installé entre Frapelle et Nayemont-les-Fosses. Outre les nombreux prés ou prairies de Fave du temps de l’irrigation, il existe aujourd’hui encore plusieurs lieux-dits portant le nom de la rivière ou de la vallée : le petit hameau de la Fave en rive droite (sud-ouest de Pair-et-Grandrupt) et le Haut de Fave (Combrimont), une hauteur caractéristique de la vallée. Mais la tradition orale nous rapporte que ledit village fortifié disparu était isolé dans la prairie basse. Si les conteurs du val, attisant le mystère vers 1860, indiquaient qu’oncques n’avait jamais vu en ce lieu situé selon eux de la partie la plus basse et la plus large de la vallée que des prés depuis des siècles, les archives prouvent l’existence d’un domaine rural nommé « la vile de Favre » en 1285, d’un ban au début du XIVe siècle « in banno de Fawe », d’un finage villageois « on finage de Fave » en 1341, d’une mairie de Fawe en 1346 écrite « lou marie de Falve ».
Il semble que la grande dépression démographique de la seconde partie du XIVe siècle soit responsable de la vidange de ce village-chef-lieu qui semble donner son nom à la vallée ou le partager avec la rivière. Pourtant le maillage administratif est encore en place en 1469 : « on finage de Falve en la parroche de Bertrimoutier du costé les murs de Falve ». Il reste encore le souvenir de quelques habitations et surtout des reliques de murailles pour qu’un scribe puisse écrire « le chemin en allant à Fawes » en 1523. Le besoin de pierre de taille ou de moellons, pour les maisons, les chemins, les installations hydrauliques, a sans doute rapidement fait disparaître les restes de pierre.

### Interprétations
Les clercs ont puisé dans le lexique du latin médiéval une explication, évidente selon eux, du toponyme : Falvus, soit la couleur fauve (fulvus color). Peut-être les penseurs humanistes et latinistes ont-ils raisonner de même en proposant soit un maître blond des blés bien nommé Flavius à l’origine du domaine s’il existait déjà après le Ier siècle, soit une agréable vallée flavienne, blonde durant la sécheresse estivale ou automnale après les coupes de foin.
Le marcheur toponymiste, même s'il est sensible à ce tableau bucolique encore banal au milieu du XXe siècle, perçoit facilement une fausse explication simpliste. Une fois acceptées les hypothèses d’une occupation gauloise, marquée bien avant l’occupation romaine par une mise en valeur des vallées par des prairies de fauche et des sommets par des chaumes, la toponymie se révèle nécessairement plus ancienne. De quelle nature était la basse vallée plus ou moins plate de la Fave avant sa mise en valeur ? Probablement marécageuse de façon plus ou moins importante suivant les saisons. Une racine celtique ou indo-européenne falwa signifiant « marécage ou eau des marais » peut être proposée. Le terme de latin médiéval, faulaium, semble venir de la même racine proposée, il désigne un champ inculte et marécageux, un pâturage extensif. Le mot se retrouve dans cet extrait décrivant un paysage ancien : « in foresta vel nemoribus pratis, pasturagiis, faulaiis, stongris, viveriis ».
Le terme à l'origine de l'hydronyme « Fave » signifierait les « eaux des marais ». Les conteurs paysans nous informent, par la modeste tradition orale, que les « faves » désignent également les eaux sortant des tourbières et autres  petits marais des hautes vallées, ainsi que, par extrapolation, les eaux usées en bas des hières collectées par les royes de collecte (drains collecteurs) après l'opération d'irrigation. 
Mais le plus extraordinaire est que ce terme décliné en toponyme a désigné précocement, probablement dès l'époque de La Tène finale, un vaste espace de prairies humides aménagées en double réseau d'eau (amenées d'eaux vives et collectes d'eaux uséess), correspondant à la basse vallée de la Fave, de Provenchères à Sainte-Marguerite. C'est pourquoi la localité disparue de Fave, autrefois perdue au milieu des prairies, a marqué l'histoire de cette vallée. Dans ce cas, la « Fave » n'est donc plus ni un marais ni un marécage, mais une véritable zone humide aménagée par l'homme pour la production de foin et de regain.

## Hydrologie

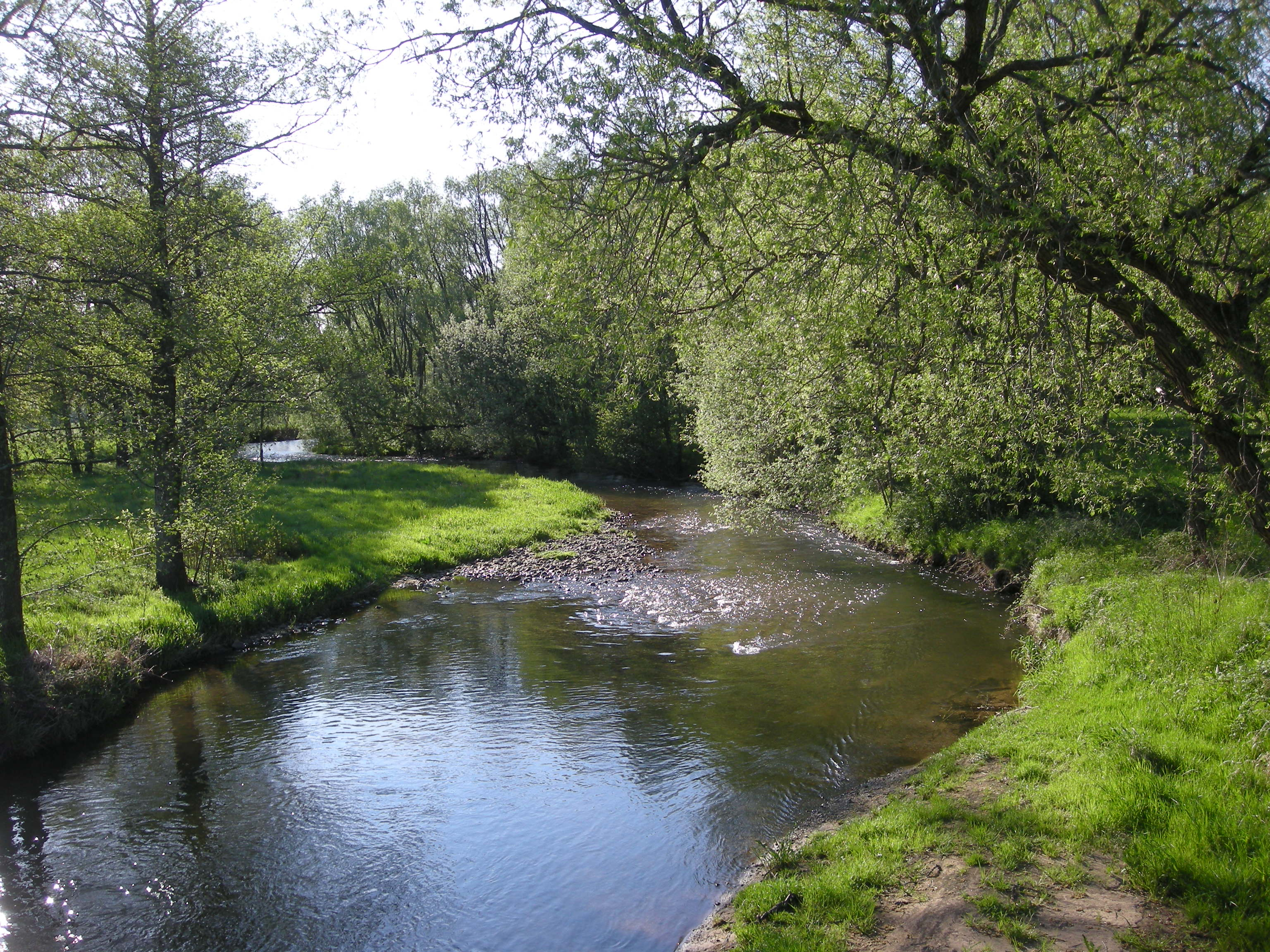
Sur la commune de Remomeix.

La Fave est une rivière abondante compte tenu de la relative exiguïté de son bassin. 
Le module de la rivière au confluent de la Meurthe vaut 3,31 m3/s pour un bassin versant de 178,1 km2. 
La lame d'eau écoulée dans le bassin est de 586 millimètres par an, ce qui est élevé, près de deux fois supérieur à celle de la moyenne de la France, tous bassins confondus, mais aussi largement supérieur à l'ensemble du bassin français de la Moselle. En effet, la lame d'eau de celui-ci à Hauconcourt, près de sa sortie du territoire français s'élève à 445 millimètres par an. Le débit spécifique ou Qsp de la Fave se monte dès lors à 18,59 litres par seconde et par kilomètre carré de bassin.

## Faune et flore
La faune est constituée de truites, de perches, de carpes et de gardons pour les poissons. On y trouve des nèpes, des limnées, des larves de phryganes et les alevins (jeunes poissons) y sont fréquents. Il y a des tortues de Floride et de rares couleuvres à collier. Il y a aussi écrevisses, sangsues et libellules. En flore, on trouve des espèces de bambous et des prêles aquatiques.